# La parte di Amleto
La parte di Amleto è una commedia napoletana scritta da Eduardo De Filippo nel 1939 e rappresentata per la prima volta nel 1940, appartenente al filone della "Cantata dei giorni pari".

## Trama
In un teatro di Napoli si è in procinto di rappresentare l'Amleto di Shakespeare ad opera della compagnia teatrale di cui è impresario Fabio Felta. I primi attori, Renato Curtis ed Adele Capecchio, si palesano subito come spocchiosi artisti, capricciosi nei modi di fare ed irrispettosi l'uno dell'altra. Mentre Curtis, elogiato da Zoppi, crede che la rappresentazione abbia successo unicamente per la sua presenza, la Capecchio sottolinea che senza il suo contributo l'Amleto, e la compagnia in generale, non avrebbe successo. Zoppi, tessendo lodi sperticate verso il primo attore, gli comunica che il teatro ha registrato il tutto esaurito: in realtà è una menzogna, perché la sala è quasi vuota.
Sia Curtis che la Capecchio si esibiscono in episodi di stizza e di irriverenza di cui le vittime sono la sarta, costretta a subire le ire della prima attrice che non apprezza i vestiti che ella le propone, il vecchio custode Papele e Franco Selva, ex capocomico di compagnie di provincia, oramai costretto a servire gli attori poiché giunto alla fine della carriera.
L'impresario Felta introduce nella compagnia una giovane aspirante attrice, Rita Baldelli, la quale presenzia alle sfuriate tra i due primi attori e viene incitata da Curtis a seguire con attenzione la parte di Ofelia per impararla. La cosa fa infuriare la Capecchio che, sentendosi appellare "cagna" e "strega" dal collega, impone a Felta di fare una scelta: in scena andrà o lei, o Curtis. Felta, stufo della maleducazione dei due, inizialmente li manda al diavolo chiedendogli di lasciare il teatro. Soggiunge Franco al quale, vittima di uno scherzo ordito dagli altri attori, viene comunicato che sarà proprio lui a fare la parte di Amleto. Franco, che nel corso di un dialogo con l'aspirante attrice ha rivelato il suo malinconico pensiero sul proprio destino di attore mediocre, è esaltato ed incredulo. Corre quindi a cambiarsi proprio mentre arriva la chiamata in scena.
Felta torna a scusarsi con i primi attori, dicendo loro che, all'ultimo momento, il botteghino ha registrato un incremento delle presenze in sala: i due attori, dichiarandosi amanti dell'arte e rispettosi del pubblico, ma interessati solo ed unicamente alla propria visibilità, comunicano all'impresario che lavoreranno assieme per portare avanti lo spettacolo.
Al momento di entrare in scena arriva Franco, vestito goffamente da Amleto, che ancora crede di dover sostituire Curtis nell'azione: al suo arrivo gli altri lo guardano con pena, poiché il vecchio è veramente convinto di dover tornare a calcare le assi del palcoscenico. Felta tenta di spiegargli la situazione mentre gli attori sono ormai pronti, ma il vecchio è inebetito. Rimasto solo con l'aspirante attrice, osserva con sguardo vuoto gli altri che, iniziata la rappresentazione, incominciano a declamare in scena le prime battute dell'Amleto.